# Клатрат
Клатрати су чврсте супстанце које се обично састоје од две компоненте (хемијска елемента или једињења) од којих једна гради мрежу кавеза у којима су заробљени молекули другог. Пошто је мрежа правилна, однос компонената може бити прецизно дефинисан, дакле, стехиометријски гледано, клатрати би се могли сматрати хемијским једињењима. С друге стране, међу компонентама се интеракција остварује помоћу међумолекулских сила, знатно слабијих од хемијске везе. Особине клатрата зависе како од хемијског састава тако и од физичких услова под којима се образују тако па се за њихово испитивање користе бројне методе физичке хемије.
Клатрати у којима мрежу кавеза сачињавају молекули воде називају се клатратни хидрати а ако су у мрежу захваћени молекули неког гаса онда гасни хидрати. Познати су гасни хидрати водоника, аргона, метана, угљоводоника… Рецимо, идеални састав хидрата метана је  а елемнтарни структурни мотив састоји се од 46 молекула воде који образјују 8 шупљина у које могу да се сместе молекули метана. Некада се сматрало да се хидрати метана у природи могу наћи само на леденим сателитима удаљених планета (Сатурн) но откривено је да се огромне количине клатрата метана налазе на Земљи у дубинама ледених мора тамо где су у контакту вода и метан на ниској температури и високом притиску. Претпоставља се да клатрати метана представљају највећи, још неискоришћен, резервоар природног гаса.
Дакле, испитивање клатрата има много шири интерес од чисте научне радозналости. Поред потенцијалне експолатације метана из клатрата са дна поларних мора, постоји и други низ врло практичних, и важних разлога за њихово изучавање. На пример, постоји опасност да у случају земљотреса дође до великих одрона клатрата метана и наглог ослобађања гасовитог метана што би могло да изазове катастрофални цунами талас. Поред тога, метан је познати изазивач ефекта стаклене баште те би његово ослобађање у великим количинама имало погубан ефекат по климу. 
Познато је да у поларним пределима у гасоводима долази до образовања клатрата који доводе до запушавања цеви. То је подстакло размишљања о транспорту природног гаса у облику клатратних хидрата итд…
Клатрати се још називају и инклузиона једињења јер су у шупљинама које образује једна молекулска врста заробљени (инклудовани) молекули друге врсте.